# Léon Visart de Bocarmé
Pour les autres membres de la famille, voir Famille Visart de Bocarmé.
Le comte Léon Ghislain Prudence Visart de Bocarmé, né le 21 décembre 1837 à Sint-Kruis et décédé le 10 juillet 1900  à Bruges est homme politique belge flamand, membre du parti catholique.

## Biographie
Il fut formé à l'École royale militaire (Belgique) (1855-57). Il fut élu conseiller communal de Alveringem (1876-93) et échevin (1894-1899). Il fut élu député belge (1870-1900).
Il fut créé comte en 1888.

## Généalogie
- Il est le fils de Amedée, officier et bourgmestre (1794-1855) et de Marie-Thérèse de Man (1802-1883);
- Il est le frère de Amedée Visart de Bocarmé (1837-1900);
- Il épousa Henriette Storm (1842-1925).

## Sources
- Bio sur ODIS